# Eledio
Eledio (griechisch Ελεδιώ) ist eine Gemeinde im Bezirk Paphos in der Republik Zypern. Bei der Volkszählung im Jahr 2021 hatte sie 35 Einwohner.

## Lage und Umgebung

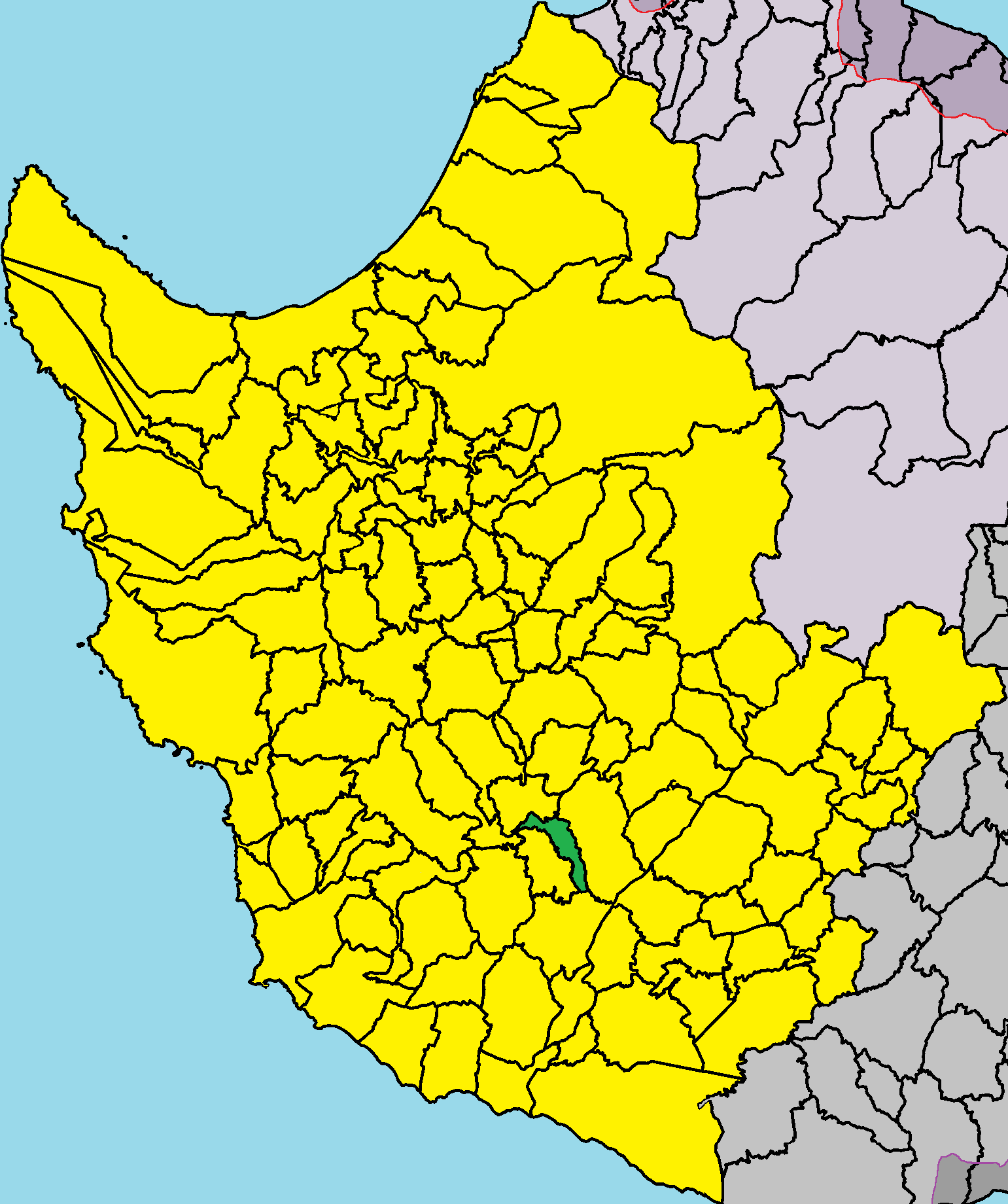
Lage im Bezirk Paphos

Eledio liegt im Westen der Mittelmeerinsel Zypern auf einer Höhe von etwa 300 Metern, etwa 23 Kilometer nordöstlich von Paphos, 69 Kilometer nordwestlich von Limassol und 153 Kilometer südwestlich von Nikosia. Das 3,5578 Quadratkilometer große Dorf grenzt im Norden an Pitargou, im Osten an Amargeti, im Süden an Nata und im Westen an Axylou. Das Dorf kann über die Straße E606 erreicht werden.

## Geschichte
Die ursprüngliche Siedlung der Gemeinde lag 2 Kilometer südlich der heutigen. 1953 wurde die Siedlung durch ein Erdbeben schwer beschädigt. Die britische Regierung Zyperns entschied, wie die Siedlung Eledio verlegt werden sollte. Dasselbe entschied er auch für die Nachbargemeinde Axylou. Allerdings verlegte er die türkisch-zyprischen Einwohner von Eledio in die neue Siedlung Axylou, so dass Eledio zu einer rein griechisch-zyprischen Gemeinde wurde und Axylou rein türkisch-zyprisch blieb. Die Häuser der neuen Siedlung waren ursprünglich freistehend.

### Bevölkerungsentwicklung
Die Bevölkerungszahl von Eledio erreichte ihren Höhepunkt im Jahr 1946. Bei der nächsten Volkszählung im Jahr 1960 verzeichnete die Bevölkerung einen starken Rückgang, der hauptsächlich auf die Abwanderung der türkisch-zyprischen Einwohner in das benachbarte Axylou zurückzuführen war. In den folgenden Jahrzehnten setzte sich der Rückgang fort, so dass im Jahr 2001 nur noch 22 Einwohner gezählt wurden. Bei der Volkszählung 2011 verzeichnete die Bevölkerung einen einmaligen Anstieg.
Die folgende Tabelle zeigt die Bevölkerung der Gemeinde, wie sie in den in Zypern durchgeführten Volkszählungen erfasst wurde.
| Jahr      | 1881 | 1891 | 1901 | 1911 | 1921 | 1931 | 1946 | 1960 | 1976 | 1982 | 1992 | 2001 | 2011 | 2021 |
| Einwohner | 113  | 116  | 153  | 143  | 131  | 114  | 160  | 117  | 71   | 46   | 31   | 22   | 44   | 35   |